# Zweite Januarflut 1976
Die Zweite Januarflut 1976 in der Nacht vom 20. zum 21. Januar 1976 war eine der höchsten Sturmfluten des 20. Jahrhunderts an der deutschen und dänischen Nordseeküste und dem Gebiet der Elbe. 17 Tage zuvor, am 3. Januar, hatte sich die nur wenig stärkere erste Januarflut 1976 aufgrund des Capella-Orkans ereignet, die in weiten Bereichen höchste Sturmflut des 20. Jahrhunderts.

## Entwicklung der Wetterlage
Die Sturmflut vom 21. Januar 1976 stellte das Ende einer seit Dezember 1975 andauernden Westwindwetterlage dar. Höhepunkt dieser Wetterlage war der Capella-Orkan vom 3. Januar 1976.
Ausgangspunkt für die Entwicklung der zur Sturmflut führenden Wetterlage war der westliche Atlantik vor der amerikanischen Ostküste und Grönlands. Hier stieß am 19. Januar 1976 subtropische Warmluft weit nach Norden vor. Gleichzeitig drang westlich davon sehr kalte polare Kaltluft aus dem Raum Grönland/Nordkanada nach Süden. Unter diesen Rahmenbedingungen bildete sich ein Tief, das unter rascher Vertiefung aus dem Raum Island langsam über das Europäische Nordmeer weiter nach Südschweden zog. An der Rückseite des Orkantiefs verstärkte sich das Azorenhoch, so dass sich eine sehr starke nordwestliche Strömung einstellte und die auf der Rückseite bereitstehende polare Kaltluft bis nach Mitteleuropa vordringen konnte. Dabei bildete sich ein sehr scharfer Luftdruckgradient aus.
Auf Grund seiner räumlichen Größe und der geringen Zuggeschwindigkeit konnte das Tief ein sehr großes Sturmfeld ausbilden, das am 20. Januar 1976 von Südgrönland bis in die Deutsche Bucht hinein reichte. Dies hatte zur Folge, dass an der Deutschen Nordseeküste mit einer sehr schweren Sturmflut gerechnet werden musste, obwohl die Spitzenwindgeschwindigkeiten in der Deutschen Bucht bei weitem nicht die Werte erreichten, wie beim Capella-Orkan oder dem Adolph-Bermpohl-Orkan von 1967.
Die stärksten Orkan-Böen kamen zur Zeit des Niedrigwassers durch, mancherorts, so an den Halligen der nordfriesischen Küste, lief die Flut trotzdem höher auf als bei der verheerenden Sturmflut 1962, teils in den Bereich oder höher als die Capella-Flut.
In Bremerhaven wurde ein Pegelstand von 4,91 m über NN registriert (nur 40 cm unter dem Rekord 1962). Die Hallig Hooge maß 9,12 m über NN (2,5 m Mthw, nur 2 cm unter dem höchsten je gemessenen Stand).
In Havneby auf Rømø etwa war die Flut höher als das erste Januarereignis (und ebenfalls das vierthöchste Ereignis seit 1825).
Einen Monat darauf, am 23. Februar, kam es zu noch zu einer weiteren schweren, aber deutlich niedrigeren Sturmflut (Büsum NN+4,04 m).

## Ereignisse und Folgen
Die Schäden blieben vergleichsweise gering, weil nach 1962 viele Deiche der Nordseeküste verstärkt worden waren. Auf Sylt etwa, wo der Pegel ähnlich hoch wie 1962 war, hielten die neuen Deiche jedoch nur mit zusätzlicher Sandsackauflage. Mancherorts brachen die nach dem ersten Januarereignis nur notdürftig reparierten Deiche erneut.
Abends um 19.30 Uhr wurden für die Halligen ein Wasserstand von 4,50 Meter über Normalhochwasser vorhergesagt. Viele Menschen hatten zuvor tagelang den Schlamm aus ihren Häusern geschafft und mussten ihre Häuser nun erneut verlassen, als um 0.30 Uhr vom Katastrophenstab in Husum Vollalarm ausgelöst wurde. Wenn auch das Wasser an der Küste nicht so hoch ausfiel wie befürchtet, stand es auf einigen Halligen höher als am 3. Januar. Viele der Halligen standen erneut unter Wasser.
Auf Amrum und Föhr wurden 20 Zentimeter mehr Wasser gemessen als vor 17 Tagen. Neue große Schäden entstanden auf Amrum. Landabbrüche erfolgten am Südstrand von Wyk auf Föhr, doch die Wyker Strandmauer und die Vorspülungen bewährten sich wie am 3. Januar. Bei Steenodde waren zehn Häuser durch einen bevorstehenden Dünendurchbruch gefährdet, der dann aber doch ausblieb.
Obwohl in Husum der Pegel 78 Zentimeter niedriger als am 3. Januar und 33 Zentimeter niedriger als 1962 ausfiel, ordnete der Katastrophenstab die Evakuierung des Grothusenkooges in Eiderstedt an. Jedoch weigerten sich dessen 25 Einwohner, den Koog zu verlassen und blieben lieber bei ihrem Vieh. Bei Westerhever gerieten drei Feuerwehrmänner in Gefahr; sie wurden durch den Orkan vom Deich ins Wasser geblasen, konnten sich aber aus eigener Kraft wieder retten.
Auf Sylt wurden bei List vier Meter vom Kliff weggerissen und die Strandhalle stand nun nur noch 30 Meter von der Abbruchkante entfernt. Am Pegel von Hörnum wurde höheres Wasser als am 3. Januar gemessen und wieder bestanden große Gefahren für den Grenzbereich nördlich des Hindenburgdammes.
In Dänemark wurde der neuen Friedrichskoog bei Højer Sogn und der Rutebüllkoog evakuiert, über 500 kranke und alte Leute wurden aus Tønder in Sicherheit gebracht und für die 7500 Einwohner wurde wieder die Evakuierung angeordnet. Vorsichtshalber stand auf dem Bahnhof ein langer Zug bereit.
In der Haseldorfer Marsch, am Nordrand der Elbmündung, wurden erst zum 20. Januar die nach der ersten Januarflut zerstörten Deiche zwischen Holm und Hetlingen vollständig geschlossen. Wegen der zu erwartenden Wassermassen spitzte sich die Situation in der Nacht vom 20. zum 21. Januar noch einmal dramatisch zu. Es wurde mit Auflaufhöhen von 4 bis 4,50 Meter über dem mittleren Hochwasser gerechnet. Gegen 18 Uhr bildeten Soldaten eine Sandsackkette und verstärkten die Innenböschungen der gebrochenen Deichstellen. Ab 20 Uhr des 20. Januars begann vorsorglich die Evakuierung in der Haseldorfer Marsch. Bereits um 1 Uhr in der Nacht waren sämtliche tiefergelegene Gehöfte von Menschen und Nutztieren geräumt. Auf Grund der Hochwassermeldungen aus Cuxhaven wurde um 2:30 Uhr der Katastrophenalarm ausgelöst. Gegen 4 Uhr morgens wurden die bereitgestellten Evakuierungsbusse der Bundeswehr und die Einsatzwagen der Polizei aus der Marsch abgezogen, um im Falle einer erneuten Überflutung nicht eingeschlossen zu werden. Um 6 Uhr morgens erreichten die Wassermassen eine Höhe von 3,87 Meter über MTHW, doch die geflickten Deiche hielten den Wassermassen stand, und es konnte wieder Entwarnung gegeben werden.
Im Kehdinger Land bei Dornbusch im niedersächsischen Elbegebiet brach ein Deichstück, das nach der ersten Januarflut nur notdürftig ausgebessert worden war. Dort kam es erneut zu größeren Wassereinbrüchen im Binnenland. Allerdings hielten sich hier die Folgen in Grenzen.
Für die Lagerbetriebe im Hamburger Hafengebiet sowie für die angrenzenden Gebiete, in denen am 3. Januar die Deiche gebrochen waren, wirkte sich diese Sturmflut besonders schwer aus. Durch sofort einsetzende Baumaßnahmen waren die meisten Deichbrüche geschlossen oder notdürftig geflickt worden, doch wurden wieder Industrie- und Lagerhallen in Hamburg und weitere angrenzende Gebiete meterhoch überflutet.

## Berichterstattung
Obwohl das zweite Januarereignis wohl insgesamt eine der höchsten Nordseefluten des 20. Jahrhunderts war, blieb sie erstaunlich unbeachtet. Bernd Rieken weist 2005 darauf hin, dass sich beispielsweise Die Welt und die Süddeutsche Zeitung, jeweils vom 22. Januar, in der Berichterstattung weitgehend auf die Titelseite einer Ausgabe beschränkten. Der Autor stellt das in den Kontext, dass schon die erste Flut 1976 als Erfolgserlebnis der „Machbarkeits“-Mentalität der 1970er gesehen wurde – während beim Ereignis von 1962 noch „zivilisationskritische Töne“ zu finden waren und gar das Zitat des „Fingerzeig Gottes“ – und bemerkt, dass „es daher nicht zu überraschen braucht, [… dass sie] nur noch ein geringes Echo in der überregionalen Presse hervorgerufen hat“.